# Бюканън (окръг, Вирджиния)
Окръг Бюканън (на английски: Buchanan County) е окръг в щата Вирджиния, Съединени американски щати. Площта му е 1305 km², а населението - 26 978 души (2000). Административен център е град Грънди.
1. ↑  data.census.gov //   Посетен на 1 януари 2022 г.